# La Porteuse de pain (film, 1934)
Pour les articles homonymes, voir La Porteuse de pain (homonymie).
Pour plus de détails, voir Fiche technique et Distribution.
La Porteuse de pain est un film français réalisé par René Sti, sorti en 1934

## Synopsis
Condamnée injustement aux travaux forcés à perpétuité pour des crimes commis par Jacques Garaud, lequel s'est caché sous un autre nom, Jeanne Fortier s'évade vingt ans plus tard et devient porteuse de pain. Après avoir retrouvé ses enfants, elle démasquera Garaud.

## Fiche technique
- Réalisation : René Sti, assisté de Charles Barrois
- Scénario : D'après le roman de Xavier de Montépin et Jules Dornay
- Adaptation : René Sti
- Dialogues : Georges Berr
- Direction artistique : André Kamenka
- Décors : Eugène Lourié
- Photographie : Harry Stradling Sr., Jacques Mercanton
- Son : Marcel Royné
- Montage : Jacques Desagneaux
- Musique : Jacques Dallin, dirigée par Fernand Audier
- Société de production : Les Films Albatros
- Directeur de production : Vladimir Zederbaum
- Tournage en décembre 1933
- Format : Noir et blanc  - Son mono - 1,37:1 - 35 mm
- Durée : 100 minutes
- Genre : Drame
- Box-office  France : 1 875 381 entrées
- Première présentation : 
  -  France : 24 mars 1934
- Affiche : Jean-Adrien Mercier

## Distribution
- Fernandel : Billenbuis, un boulanger
- Germaine Dermoz : Jeanne Fortier, la femme injustement accusée
- Jacques Grétillat : Jacques Garaud, le véritable coupable
- François Rozet : Lucien Labroue
- Samson Fainsilber : Castel
- Simone Bourday : Louise
- Mona Goya : Mary
- Madeleine Guitty : Mlle Rose
- Jeanne Marie-Laurent : Mme Darrier
- Roger Dann : Georges Darrier
- Georges Paulais : L'avocat général
- Paul Clerget : L'abbé Laugier
- Alexandre Dréant : Cricri
- Daniel Mendaille : Soliveau
- Claude Borelli : Un petit garçon
- Albert Broquin : Un boulanger
- Charles Lemontier